# 鬼六流ドッカン飛車
| 9  | 8  | 7  | 6  | 5  | 4  | 3  | 2  | 1  |    |
| 香 | 桂 |    | 金 |    | 金 | 銀 | 桂 | 香 | 一 |
|    | 飛 |    | 銀 |    |    | 王 | 角 |    | 二 |
| 歩 |    | 歩 | 歩 | 歩 | 歩 |    | 歩 | 歩 | 三 |
|    |    |    |    |    |    | 歩 |    |    | 四 |
|    | 歩 |    |    |    |    |    |    |    | 五 |
|    |    | 歩 |    |    |    |    |    |    | 六 |
| 歩 | 歩 |    | 歩 | 歩 | 歩 | 歩 | 歩 | 歩 | 七 |
|    | 角 |    |    | 飛 | 銀 | 金 | 玉 |    | 八 |
| 香 | 桂 | 銀 | 金 |    |    |    | 桂 | 香 | 九 |

女殺しドッカン飛車（おんなごろしどっかんびしゃ、英：Lady Killer Wham-Bam Rook or Lady Killer Rushing Roo）または鬼六流ドッカン飛車もしくは団鬼六流どっかん中飛車（おにろくりゅうどっかんびしゃ、だんおにろくりゅうどっかんなかびしゃ、英：Oniroku Dan Dokkan Rook）は、将棋の戦法のひとつ。
BDSMポルノ作家の団鬼六が女性プロ棋士を倒すために使用したサプライズ将棋戦法として知られる。 
基本的に、居飛車の相手に使用する振り飛車戦法であり、戦略は角交換の脅威を伴う向かい飛車ポジションへの変化を計画している。

## 初期配置
1.1。 ▲5八飛。出だしは、初手から飛車をすぐ5筋へといった珍しい移動から開始する。
1.1。 △３四歩。後手が3筋の歩を進めることによって角を斜めに開くと、先手は鬼六流戦法を試みる可能性がある。
2.2。 ▲３八金。先手の2手目の動きは、3筋のへの右金のまれな動き。後にゴキゲン中飛車でも使用されていく相手の角交換からの△4五角打ちなどに対処している手。

## さらなる発展
2.2。△８四歩。後手は、飛車先歩を突くことで飛車もアクティブにし始める。つまり、居飛車の位置を選択。
3.3。▲４九玉。先手は玉を盤の左側から遠ざけ始める。

ここでの目的は、玉を金美濃囲いにすばやく配置すること。
3.3。 △８五歩。後手は歩交換を目指して飛車先の歩を進める。
4.4。 ▲７六歩。後手の歩突きに応じて、先手は角道を開き、角の脱出ルートを確保。
4.4。 △６二銀、5。 ▲４八銀。後手は右の銀を中央に向かって動かす。これは、振り飛車の対戦相手に対する典型的な反応。先手も同様。
5.5。△４二玉、6。 ▲３九玉。対局者は双方、駒組み段階で玉を盤の右側に移動。
後手は囲いを築く。これは、振り飛車の対戦相手に対して配置された居飛車側に典型的な指し方。
7。△３二玉 ▲２八玉。 13手目までに先手は玉を金美濃に移動し終えた。

これは、飛車が8筋に移動させる前の鬼六流の基本的な位置。

### バリアントの順序
上記の位置には、他の転置を介して到達。

## 攻撃シーケンス
7。 △８六歩。後手は、8筋で歩交換を開始。
8.8。 ▲同歩△同飛。歩交換。
9.9。▲２二角成△同銀。先手によって始された角交換。

角が8八から外れると、先手は向かい飛車をプレイできるようになる。
10.10。 ▲８八飛。先手は飛車を8筋に振り返り、向かい飛車のポジションを獲得。
後手の飛車は8六地点で保護されていないため、後手は先手の脅威に対応する必要がある。後手が８六歩、同歩、同飛と来れば、そこで角交換して、８八飛とするのが鬼六流の格子で、この手筋は1970年代の升田流から2010年代からはゴキゲン中飛車田村式でおなじみの手順となっている。
10.10。 △８七歩。後手は、先手の飛車上に歩を打ち、それを捕まえると脅して攻撃を続ける。
△同飛成と後手が飛車交換に応じるのは後手が８筋に打ち込むスキが残るため、囲い堅さでも先手に分があるとされる。
本筋としては飛車交換拒否の△８七歩であるが、以下▲９八飛 △８八角▲７八金△７九角成▲同金 △８八銀▲同金△同歩成▲７七角と進むと先手の堅さが生き、飛車と金を降ろされても▲３九銀打で容易には崩されない。以下△９八と▲８六角△８八飛▲８三飛△７一金などの進行が予想される。